# Jino Touche
Pierre Steeve Jino Touche (Plaine Magnien, 14 settembre 1966) è un contrabbassista e chitarrista mauriziano.

## Biografia
Touche nasce a Plaine Magnien, nelle isole Mauritius. Nel 1979 inizia lo studio del basso elettrico e della teoria musicale nella sua isola natale e inizia dall'anno successivo l'attività concertistica. Nel 1982 viene invitato a suonare al festival jazz Château Morange sulla vicina isola di Réunion. Nel 1987 si trasferisce in Italia per intraprendere lo studio del contrabbasso presso il Conservatorio Statale "G.F Ghedini" di Cuneo. Nel 1989, nell'ambito del festival Umbria Jazz di Perugia, vince una borsa di studio per un periodo di perfezionamento presso il Berklee College of Music di Boston negli Stati Uniti. Successivamente si afferma in ambito jazzistico collaborando con diversi artisti, tra cui Steve Grossman, Bob Mover, Larry Nocella, Flavio Boltro e Antonio Faraò.
Nel 1990 entra a far parte dell'orchestra di Paolo Conte, della quale è tuttora membro stabile in qualità di contrabbassista, bassista elettrico, chitarrista e occasionalmente cantante (nel brano Quadrille tratto dall'album Una faccia in prestito). Fa parte inoltre del quartetto Manomanouche insieme ai chitarristi Nunzio Barbieri e Luca Enipeo, e al fisarmonicista Massimo Pitzianti (anch'essi parte dell'orchestra di Paolo Conte) e dirige un proprio quintetto con il quale propone le sue composizioni originali. Nel 2012 è parte, come contrabbassista e cantante, del gruppo capeggiato da Roy Paci in occasione della manifestazione Terra Madre in seno al Salone internazionale del gusto di Torino. Nel 2018 entra a far parte di un nuovo progetto, l'ensemble Paolo Conte Chamber Music, composto da Massimo Pitzianti alla fisarmonica, Antonio Valentino al pianoforte, Francesca Gosio al violoncello, Piergiorgio Rosso al violino e Riccardo Balbinutti alle percussioni.

## Discografia

### Con Paolo Conte

#### Album
- 1990 - Parole d'amore scritte a macchina (CGD, 9031 72778-1)
- 1992 - 900 (CGD, 4509-91033-1)
- 1995 - Una faccia in prestito (CGD East West, 0630 12576-2)
- 2000 - Razmataz (Warner Fonit, 85738 57092 8)
- 2004 - Elegia (Warner Music Italia, 5050467575929)
- 2008 - Psiche (Universal, 1781900)
- 2010 - Nelson (Platinum/Universal Music Group, 3259130003499)
- 2014 - Snob (Platinum/Universal Music Group)

#### Live
- 1993 - Tournée (CGD, 4509-94252-2)
- 1998 - Tournée 2 (EastWest, 3984 25315-2-1)
- 2005 - Live Arena di Verona (Warner Music Atlantic Group, 5051011130427) [2CD]

#### Rifacimenti
- 1996 - The Best of Paolo Conte (CGD East West, 0630 16861-2) [rifacimenti, brani studio e nove live già editi]
- 2003 - Reveries (Nonesuch, 7559 79818-2) [Un inedito e nuove esecuzioni]

#### 45 giri
- 1990 - Happy Feet/Dragon (CGD, 9031-73443-7)

#### Singoli
- 1995 - Elisir (EastWest, PRCD 76) [promozionale]
- 1995 - Sijmadicandhapajiee (EastWest, PRCD 000131) [promozionale]
- 2004 - Molto lontano [senza data e numero di catalogo]
- 2005 - Cuanta pasión (WEA PRO 15688) [promozionale]
- 2008 - Il quadrato e il cerchio (Universal, 2008/071) [promozionale]

#### DVD Video
- 2001 - Razmataz (musical-vaudeville)
- 2003 - Nel cuore di Amsterdam (live)
- 2005 - Live Arena di Verona
- 2006 - Paolo Conte live @ RTSI

### Con altri artisti
- 2008 - Malika Ayane - Malika Ayane (Sugar Records)

### Come leader
- 2014 - Jino Touche (Studiottanta-Fortuna Records)